# Musée de l'érotisme (Copenhague)
Le Museum Erotica est un musée de l'érotisme situé à Copenhague (Danemark).
Fondé par le réalisateur et photographe Ole Ege et le directeur commercial Kim Riisfeldt-Clausen, le musée ouvre ses portes en 1992 au 31 Vesterbrogade. Le 14 mai 1994, il déménage au 24 Købmagergade et y demeure jusqu'à sa fermeture définitive en mars 2009, à la suite de la mort soudaine et inattendue de Kim Riisfeldt-Clausen en 2008. Privé, le musée n'a jamais reçu de soutien public et se trouve sévèrement touché par la crise financière de l'époque. Peu après sa fermeture, la Commission de la Culture et des Loisirs rejette rapidement une demande de subventions.
Le musée, qui prétendait avoir accueilli un million de visiteurs, s'est souvent décrit comme une institution permettant d'illustrer « une partie de la vie sexuelle de l'Homo sapiens », ce qui reflète l'approche historique et holistique de ses expositions. S'y trouvaient notamment des expositions de le sexe dans l'Antiquité, la diffusion de la pornographie au Danemark, la littérature érotique, ainsi que des photos, cartes postales et films. Les visiteurs pouvaient aussi y admirer diverses représentations de Marilyn Monroe.